# Bernard Guasch
Pour les articles homonymes, voir Guasch.

a Compétitions nationales et continentales officielles uniquement.

Bernard Guasch, né le 3 avril 1960, à Perpignan, est à la tête d'une entreprise familiale qui assure la promotion des viandes locales sur Perpignan. Il est également à la tête du club de rugby à XIII les Dragons Catalans qu'il a fondé, deuxième club français à participer à la Super League après le Paris Saint-Germain Rugby League.
Ancien rugbyman, Bernard Guasch a évolué à l'ouverture au XIII Catalan de 1977 à 1982 et à Saint-Estève XIII de 1982 à 1989.

## Biographie
Son père, José Guasch, est un réfugié républicain espagnol et devient un joueur de rugby à XV sous les couleurs de Perpignan disputant notamment la finale du Championnat de France 1951-1952. Désirant ouvrir une boucherie, il demande un prêt à l'USAP mais ce dernier refuse, le XIII catalan en revanche soutient son initiative s'il rejoint le rugby à XIII, ce qu'il fit.
Il parle couramment le Catalan.

### Joueur
Bernard Guasch a évolué à l'ouverture au XIII Catalan de 1977 à 1982 et à Saint-Estève XIII de 1982 à 1989. Son frère, Bruno Guasch, a évolué sous les couleurs du XIII Catalan, et son fils Joan Guasch a évolué sous les couleurs des Dragons Catalans et de Saint-Estève XIII Catalan.

### Projet des Dragons Catalans
Les dirigeants treizistes ont sollicité Bernard Guasch pour ses « aptitudes de meneur d'hommes ». En 2000, deux grands clubs français, XIII Catalan et Saint-Estève, fusionnent pour donner naissance à l'Union Treiziste Catalane qui domine le Championnat de France de rugby à XIII, ensuite le club devient les Dragons Catalans lors de son intégration à la Super League en 2006 devenant l'unique représentant français dans l'élite du rugby à XIII dans l'hémisphère nord. On considère que c'est « lui qui a su convaincre les Britanniques de les incorporer ».
Il s'agit d'une réussite sportive puisque le club parvient en finale de la Challenge Cup en 2007 et se qualifie pour la série éliminatoire (play-off) en Super League en 2008, et d'une réussite économique puisque le club culmine à plus de 8000 spectateurs par match à domicile, a réussi à convaincre GL Events d'y investir en prenant des parts dans le club, et l'équipementier américain Nike à partir de 2009.

### Création d'une entente morale avec l'USAP?
Dès la fin des années 2010, on lui attribue le souhait de « créer une entente morale avec l'USAP, comme cela se fait outre manche ». Le club quinziste ne semble pas avoir répondu de manière concrète à cette volonté.

## Palmarès
- Collectif :
  - Vainqueur du Championnat de France : 1979 (XIII Catalan) et 1989 (Saint-Estève).
  - Vainqueur de la Coupe de France : 1978, 1980 (XIII Catalan)  et 1987 (Saint-Estève).
  - Finaliste du Championnat de France : 1978 et 1981 (XIII Catalan).
  - Finaliste du Coupe de France : 1981 (XIII Catalan), 1986 et 1988 (Saint-Estève).

## Prix et distinctions
En 2019, il reçoit le XIII d'or (catégorie XIII d'honneur).